# Phaeogenes bicolor
Phaeogenes bicolor là một loài tò vò trong họ Ichneumonidae.